# بحيرة قطينة
بحيرة قطينة هي بحيرة تقع في الجنوب الغربي لمدينة حمص السورية. يبلغ طولها 30 كم وعرضها 16 كم، ومساحتها تبلغ 61 كم2. وهي معروفة بثروتها السمكية.

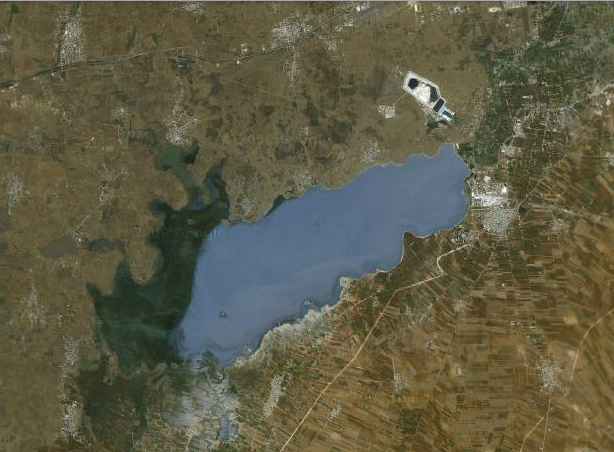
لقطة جوية لبحيرة قطينة في حمص

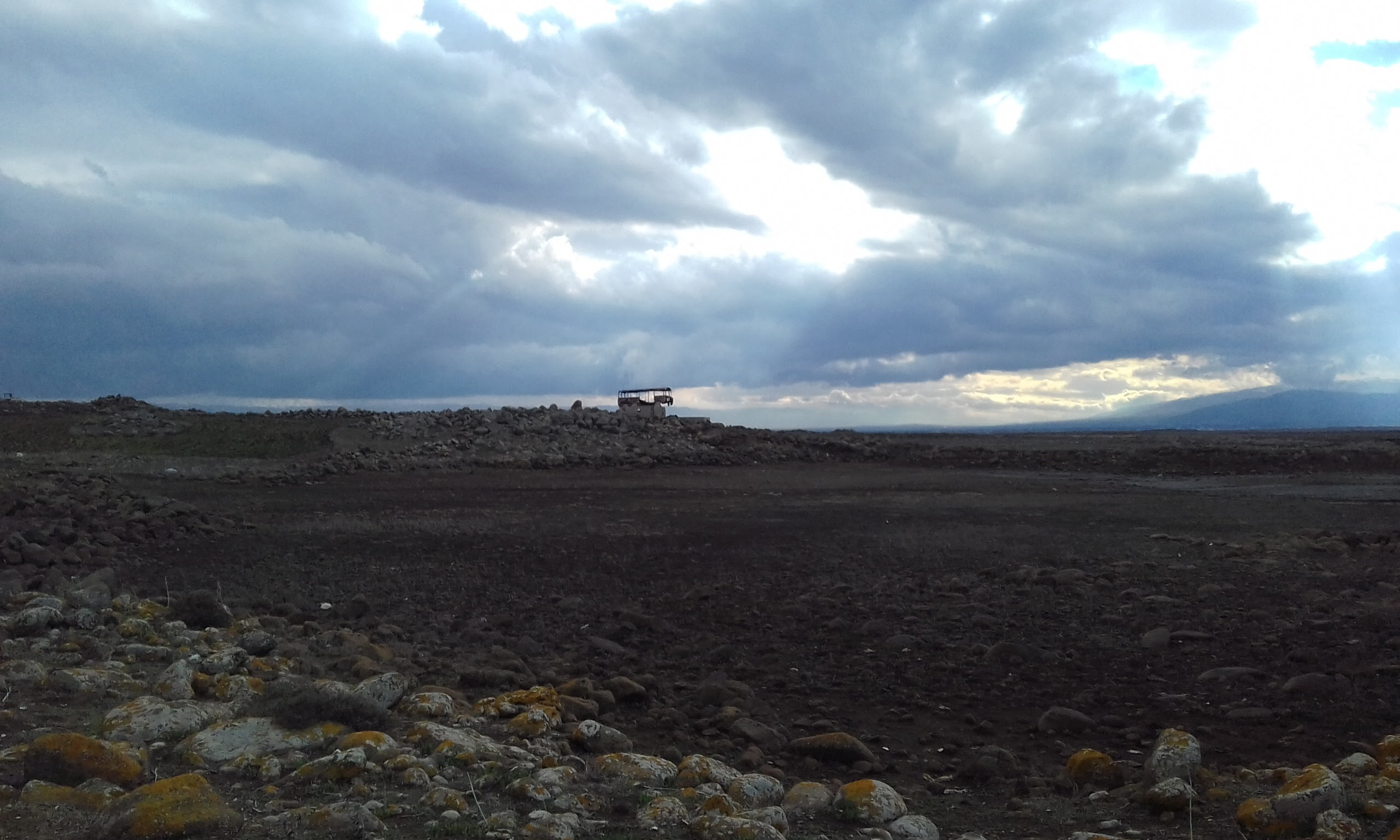
بحيرة قطينة 2016

نشأت البحيرة من تجمع مياه نهر العاصي خلف لسان بازلتي ممتد من وعر حمص.